# Condylostylus seminiger
Condylostylus seminiger är en tvåvingeart som beskrevs av Becker 1922. Condylostylus seminiger ingår i släktet Condylostylus och familjen styltflugor. Inga underarter finns listade i Catalogue of Life.